# Инверсное мультиплексирование
Инве́рсное мультиплекси́рование — технология в цифровой связи, основанная на разделении одного высокоскоростного потока данных на несколько низкоскоростных с целью последующей передачи по нескольким узкополосным линиям связи. Является операцией, противоположной по смыслу обычному мультиплексированию (уплотнению).
Одним из применений инверсного мультиплексирования является передача ATM-трафика по нескольким E1/T1 каналам.
Слово «инверсное» указывает на тот факт, что рассматриваемый вид мультиплексирования можно считать противоположным общепринятому алгоритму, реализованному в большинстве систем передачи. Аналоговые и цифровые системы передачи объединяют несколько каналов со сравнительно невысокой пропускной способностью. Результат «суммирования» передается по каналу с высокой пропускной способностью. Инверсное мультиплексирование основано на ином алгоритме. На входе мультиплексора высокоскоростной сигнал «разделяется». Он передается по нескольким каналам со сравнительно невысокой пропускной способностью. С другой стороны, совокупность этих каналов можно рассматривать как один тракт, который не нарушает структуру передаваемой информации.
Основная сфера применения инверсного мультиплексирования — «узкие места» в инфокоммуникационных сетях. Очевидно, что для телефонной связи рассматриваемая технология не представляет существенного интереса. Иная ситуация складывается в том случае, когда необходимо передать данные с высокой скоростью или видеоинформацию. На рисунке 2.9.1 показана типичная схема организации высокоскоростного тракта для обмена данными с помощью инверсного мультиплексирования. Предполагается, что информацию необходимо передать через транспортную сеть со скоростью 8 Мбит/с, а имеющиеся ресурсы образованы стандартными трактам Е1 с пропускной способностью 2048 кбит/с.

## История
Лет 10 назад технологии глобальных и локальных сетей развивались независимо и не оказывали влияния друг на друга. Для LAN с короткими каналами связи разрабатывались высокоскоростные технологии, реализация которых была либо слишком дорогостоящей, либо технически трудно осуществимой. Однако развитие Internet привело к тому, что сетевые технологии уже являются базовыми для ведения бизнеса. Локальные сети становятся ядром корпоративной структуры. Теперь 80 % приходится на обмен с внешним миром и лишь 20 % — на внутренний трафик. Все это не могло не сказаться на инфраструктуре сетей передачи данных: появляются оптоволоконные магистрали, по которым данные несутся со скоростью до 10 Gbps, принимается стандарт мультипротокольной коммутации с использованием меток (MPLS), а медлительные маршрутизаторы заменяются быстрыми коммутаторами уровня 3. Не многие компании могут позволить себе использовать высокоскоростной доступ к сети Internet. Технологии инверсного мультиплексирования (inverse multiplexing — imux) предлагают эффективное решение данной проблемы.
По своей сути инверсное мультиплексирование прямо противоположно традиционному, объединяющему множество потоков данных и передающему их по единому высокоскоростному физическому каналу. Инверсное же мультиплексирование, наоборот, для обеспечения необходимой полосы пропускания использует несколько раздельных физических каналов как один логический.

## Побитовое инверсное мультиплексирование
Побитовое инверсное мультиплексирование (bit-based inverse multiplexing). Технология imux стартовала в начале 90-х, когда компания Larscom совместно с корпорацией IBM получила патент на каналы типа N x T1/E1. Первоначально в магистраль объединялись до восьми каналов Т1/Е1, что позволяло обеспечить многомегабитовый доступ к высокоскоростным сетям Frame Relay, Internet и/или поддержку видеоконференций. Инверсные мультиплексоры расщепляли входной поток на восемь подпотоков и передавали их по группе каналов по одному биту с циклическим приоритетом. Каждый из каналов Т1/Е1 мог иметь собственный маршрут и, следовательно, время задержки. На приемном конце первоначальный порядок следования битов восстанавливался посредством буферизации входящих подпотоков и последующей обработки. Данный метод имел ряд привлекательных свойств. Во-первых, трафик не разрушался, поскольку сохранялась первоначальная последовательность битов. Во-вторых, связанные каналы управлялись как единая сущность, и, наконец, в-третьих, данные передавались прозрачно, независимо от протоколов, что приобретает особое значение в WAN-среде, в которой сосуществуют пользователи с разными LAN-технологиями и типами информации. Однако побитовое инверсное мультиплексирование, как и всякая патентованная технология, требовало оборудования одного производителя на обоих концах канала.

## Многоканальный протокол точка--точка
Многоканальный протокол точка—точка (Multilink Point-to-Point Protocol — MLPPP). Эта технология часто используется для обмена информацией по объединенным каналам Т1/Е1 между фронтальным маршрутизатором и ядром глобальной сети. Его основное преимущество перед предыдущей технологией заключается в том, что MLPPP является индустриальным стандартом, кстати, первым, который IETF приняла в 1990 г. Проблема сохранения порядка пакетов, присущая любым методам разделения нагрузки, здесь решается с помощью последовательной их нумерации и корректной сборки на принимающем конце канала. К недостаткам MLPPP следует отнести высокую нагрузку на вычислительные ресурсы маршрутизаторов.

## Многоканальная ретрансляция кадров
Многоканальная ретрансляция кадров (Multilink Frame Relay — MFR). Еще одна imux-подобная технология, одобренная организацией Frame Relay Forum в качестве стандарта (FRF.16). В соответствии с MFR каналы Т1/Е1 группируются в многоканальный транк, который для канального уровня FR Q.922 проявляется как единый физический интерфейс. Как и в описанных выше алгоритмах, кадры распределяются по индивидуальным каналам на передающем конце канала и реконструируются в правильном порядке на приемном. Результатом стандартизации этой технологии явилось то, что маршрутизаторы, коммутаторы и другие устройства доступа от разных производителей могут взаимодействовать друг с другом. MFR позволяет значительно сэкономить средства при необходимости получить высокоскоростной FR-сервис.

## Заключение
В заключение заметим, что инверсное мультиплексирование стало общепризнанной технологией. Она является основой для хорошо масштабируемых и гибких (подстраивающихся под возникающие требования) решений, служащих отличным средством для бесшовного соединения низкоскоростных каналов (Т1/Е1) с высокоскоростными (например, Т3/Е3), построения транков между маршрутизаторами или коммутаторами, обеспечения эффективного доступа к Internet.